# Peter Wingfield

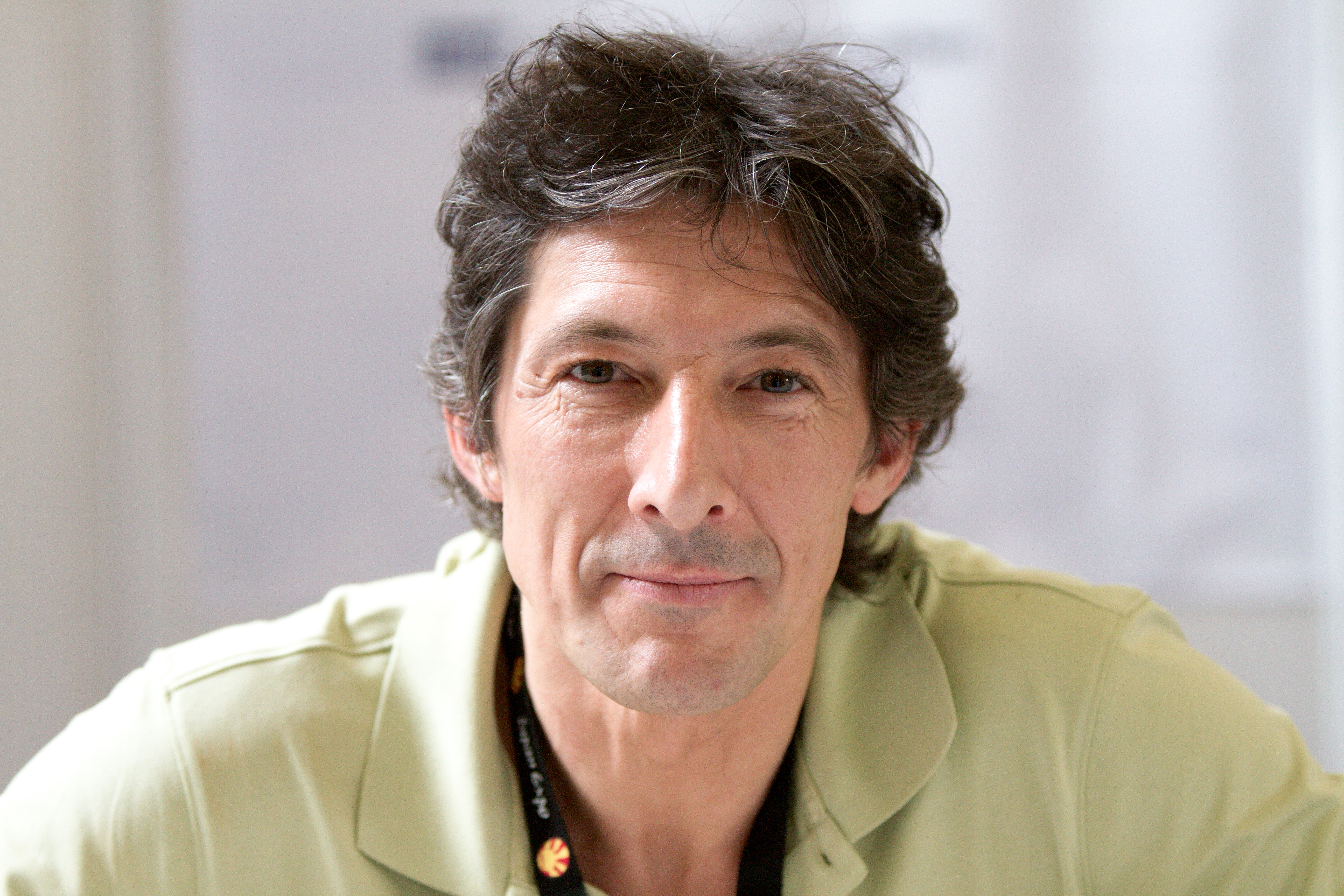
Peter Wingfield

Peter Michael Wingfield (Cardiff, 5 de setembro de 1962) é um ator britânico nascido no País de Gales.
Passou a maior parte de sua infância em Grangetown, também no País de Gales, frequentando uma escola religiosa localizada no subúrbio de Llandaff.
Com 15 anos, Peter tornou-se campeão nacional de trampolim. Foi nesta época, ainda cursando o Ensino Médio, que Peter descobriu seu gosto pela atuação. Todo ano sua escola montava uma peça por ocasião da Páscoa e foi numa destas montagens que Peter teve sua primeira chance como ator, num pequeníssimo papel, mas que deixou forte impressão.
Entretanto, influenciado pelo pai médico e achando que atuar nunca poderia ser uma carreira, acabou optando por estudar Medicina, ficando a atuação apenas para os dias de folga ou férias de verão. Por cinco anos e meio, estudou em Brasenose College, em Oxford, e no St. Bartholomew's Hospital Medical College, em Londres. Entretanto, 4 semanas antes de se formar, Peter finalmente chegou a conclusão de que não queria ser um "médico que atua", e desistiu da Medicina, para desespero de seu pai, que, em consequência da decisão do filho, ficou sem falar com ele durante alguns anos.
Peter então passou a cursar a Guildhall School of Music and Drama em Londres, e, apesar de ter ganho uma bolsa de estudos, teve que fazer diversos bicos trabalhando como motoboy, dando aulas particulares de matemática e entretendo crianças em festas para se sustentar e à sua mulher Juliet (ex-colega na escola de Medicina), com quem tinha acabado de se casar (o casal se divorciou em 1997).
Em 1990, após terminar a Guildhall School, ele começou a atuar em televisão e não demorou muito para conseguir bons trabalhos: primeiro, um dos principais papéis da série Medics e, logo em seguida, outro papel principal na série Soldier, Soldier. Alguns anos mais tarde, conseguiria o papel que lhe trouxe fama mundial - o imortal Methos, na série para TV Highlander, estrelada por Adrian Paul (imortal Duncan MacLeod). Em 2009, Peter interpretou o Dr. James Watson, um personagem recorrente na série de TV canadense Sanctuary.
Peter casou-se com Carolyn em 1998, que conheceu durante as filmagens de Highlander - ela era a maquiadora da equipe. O casal tem um filho, Edan Stewart (nascido em 18 de fevereiro de 2000) e mora em Vancouver, Canadá.
Ele sabe tocar saxofone e flauta, mas faz tempo que não pratica. Gosta muito de animais e já correu em diversas maratonas - a primeira foi em 1984, junto com seu pai, e a mais recente, foi a de Londres em 1997. Peter também gosta de futebol - ele torce para o time londrino Arsenal FC.